# Cité Frugès de Pessac
 La Cité Frugès de Pessac es un desarrollo de viviendas ubicado en Pessac, un suburbio de Burdeos, Francia. Fue diseñado por el notable arquitecto Le Corbusier como arquitecto y urbanista. Contenía unas 70 viviendas. 
El distrito es uno de los 17 sitios de Le Corbusier catalogado como patrimonio de la UNESCO desde 2016.

## Historia
El conjunto urbanístico fue construido como alojamiento experimental para trabajadores. 

## Diseño y construcción
Le Corbusier tuvo en cuenta los factores sociales y económicos predominantes, y estaba decidido a construir un plan para proporcionar a las personas estructuras cubistas homogéneas, predeterminadas y de bajo costo. 
El proyecto se originó en 1920 con 10 casas construidas en Lege, cerca de Pessac, para el padre de Henry Fruges, un industrial de Burdeos y amante de la arquitectura moderna. Después de esta fase inicial, el proyecto se extendió a 200 casas. Solo una cuarta parte de este número se construyó en 1926. Le Corbusier pintó paneles de color marrón, azul, amarillo y verde jade en respuesta como"decoración" a solicitud de los clientes.
El diseño consta de: 
- Una terraza de aproximadamente 8 casas de tres pisos con jardines en la azotea.
- Detrás de ellos hay una terraza de casas conectadas entre sí con un arco de hormigón que proporciona un jardín protegido.
- En el medio del desarrollo quedan las casas entrelazadas.[5]

## Otras lecturas
- Arquitectura vivida: el Pessac de Le Corbusier revisitado por Philippe Boudon